# Choceń (gemeente)
De gemeente Choceń is een landgemeente in het Poolse woiwodschap Koejavië-Pommeren, in powiat Włocławski.
De zetel van de gemeente is in Choceń.
Op 30 juni 2004, gminę zamieszkiwało 7978 inwoners.

## Oppervlakte gegevens
De gemeente heeft een oppervlakte van 99,68 km², waarvan:
- agrarisch gebied: 87%
- bossen: 2%

## Demografie
Stand op 30 juni 2004:
| Omschrijving                   | Totaal | Totaal | Vrouwen | Vrouwen | Mannen | Mannen |
| ------------------------------ | ------ | ------ | ------- | ------- | ------ | ------ |
| eenheid                        | aantal | %      | aantal  | %       | aantal | %      |
| inwoners                       | 7978   | 100    | 3965    | 49,7    | 4013   | 50,3   |
| bevolkingsdichtheid (inw./km²) | 80     | 80     | 39,8    | 39,8    | 40,3   | 40,3   |

## Administratieve plaatsen (sołectwo)
Bodzanowo, Bodzanówek, Borzymie, Borzymowice, Choceń, Czerniewice (sołectwa: Czerniewice I en Czerniewice II), Grabówka, Janowo, Jarantowice, Krukowo, Kuźnice, Lutobórz, Niemojewo, Olganowo, Pustki Śmiłowskie, Siewiersk, Skibice, Stare Nakonowo, Szatki, Szczutkowo, Śmiłowice, Wichrowice (sołectwa (Wichrowice I en Wichrowice II), Wilkowice, Wilkowiczki, Wola Nakonowska, Ząbin.

## Overige plaatsen
Filipki, Gajówka, Jerzewo, Kępka Szlachecka, Lijewo, Łopatki, Ługowiska, Nowa Wola, Stefanowo, Szczytno, Świerkowo, Zakrzewek, Zapust.

## Aangrenzende gemeenten
Boniewo, Chodecz, Kowal, Lubień Kujawski, Lubraniec, Włocławek